# Galàxia nana el·líptica
Les galàxies nanes el·líptiques, són galàxies el·líptiques que són molt més petites que altres. Es classifiquen com a dE, i són bastant comunes en grups de galàxies i cúmuls, i solen ser companyes d'altres galàxies.

## Exemples
Una de les nanes el·líptiques més properes és l'M32, un satèl·lit de la Galàxia d'Andròmeda. El 1944 Walter Baade va confirmar que les el·líptiques nanes NGC 147 i NGC 185 com a membres del Grup Local de resoldre en estrelles individuals. Resolució d'estrelles en NGC 147 i NGC 185 només va ser possible pel fet que aquestes el·líptiques nanes són galàxies molt properes. En la dècada de 1950, també van ser descobertes galàxies el·líptiques nanes a prop dels cúmuls de Fornax i de la Verge.

## Comparació amb les el·líptiques gegants
Les galàxies el·líptiques nanes blaves tenen magnituds absolutes dins del rang de -18 mag <M <-14 mag, més feble que les galàxies el·líptiques gegants. Si bé els perfils de brillantor superficial de les galàxies el·líptiques gegants estan ben descrites per la llei de De Vaucouleurs, d'Es haver disminució exponencial perfils de brillantor superficial. Tanmateix, ambdós tipus poden ser ajustats bé per la mateixa llei més general, la llei de Sérsic, i hi ha una continuïtat de l'índex Sersic en funció de la lluminositat, el que suggereix que les galàxies el·líptiques nanes i les gegants pertanyen a una sola seqüència. Encara que les galàxies més febles s'assemblen a una el·lipse, anomenades galàxies nanes esferoidals, semblen ser genuïnament diferents.

## Dues hipòtesis de l'origen
Les el·líptiques nanes poden ser objectes primordials. Dins del model cosmològic model Lambda-CDM actualment afavorit, objectes petits (que consten de matèria fosca i gas) són els primers a formar-se. Degut a la seva atracció gravitacional mútua, algunes d'elles seran unir-se i fusionar-se, formant objectes més massius. Altres fusions condueixen a objectes cada vegada més massius.
El procés de coalescència es pensa per donar lloc a les galàxies d'avui dia, i s'ha anomenat "fusió jeràrquica". Si aquesta hipòtesi és correcta, les galàxies nanes poden ser els blocs de construcció de les galàxies gegants d'avui en dia.
Un suggeriment alternatiu és que d'Es podria ser les restes de galàxies espirals de baixa massa que obté una forma més arrodonida a través de l'acció de les interaccions gravitacionals repetits amb galàxies gegants dins d'un clúster. Aquest procés de canvi de la morfologia d'una galàxia per les interaccions que s'ha anomenat " assetjament galàxia". L'evidència d'aquesta última hipòtesi s'ha trobat en la forma adoptada pels discos estel·lars i els braços espirals de la galàxia espiral galàxies espirals. Sota aquesta hipòtesi alternativa, els discos i els braços estan versió del disc estel·lar original de la galàxia espiral transformat modificats, i de manera similar, petites restes dels discos i els braços estan incorporats dins "assetjat" DES.